# Ioana Iacob
Ioana Iacob   (Timișoara, 24 de febrer de 1980) és una actriu romanesa.

## Trajectòria
Filla d'un metge i d'una enginyera, Iacob va créixer a Timișoara, on va assistir a una escola alemanya i va practicar esports com l'esquí i el tennis. Als 16 anys es va incorporar al grup de teatre del l'institut i així va començar la seva passió per la interpretació. Després, va estudiar interpretació a la Universitatea de Vest din Timișoara, on es va graduar el 2002. També es va formar com a professora de teatre a Colònia.
Des de l'any 2001 és membre del Teatrul German de Stat din Timișoara i ha treballat amb directors com Radu Nica, Volker Schmidt, Alexandru Dabija, Silviu Purcărete, Alexander Hausvater i Cornelia Chrombholz en diversos papers principals i secundaris.
Iacob va tenir el seu primer paper televisiu el 2005 a la pel·lícula de terror d'Andy Fetscher Bucharest Fleisch, que va ser cofinançada per Hessischer Rundfunk. Des d'aleshores, Iacob ha interpretat papers en diverses sèries de televisió i pel·lícules alemanyes com Nachtschicht, SOKO Kitzbühel, Alarm für Cobra 11 – Die Autobahnpolizei i Nosaltres també podríem estar morts.